# 爱的世界 (郭峰专辑)
《爱的世界：郭峰作品音乐会精选》是中国音乐人郭峰1988年一场作品音乐会原声专辑，原声专辑精选了其中九首歌曲，由和平音像出版社出版、人民音乐出版社磁带复制厂印制发行。

## 制作背景
1988年，北京市方舟文化艺术社主办了郭峰作品的专场音乐会，并精选了音乐会中的九首歌曲出版了原声专辑。该音乐会集结了朱桦、韦唯、蔡国庆、胡月、叶岚等歌手以及郭峰本人，共同演绎郭峰的作品。
专辑中多首歌曲成为韦唯的出道歌曲和代表作。1986年，其凭借演唱专辑中曲目《让我再看你一眼》获全国青年歌手电视大奖赛专业组通俗唱法二等奖；次年凭借演唱《心中的星》获得波兰索波特音乐节演唱特别奖；三年后又凭借演唱《恋寻》获得南斯拉夫麦撤姆国际音乐节比赛金奖；2014年，韦唯在中国湖南卫视电视台主办的我是歌手 (第二季)第一期中再次演唱《恋寻》，获得当期第二名。

## 唱片曲目
| 曲目 | 歌名           | 演唱   | 作曲 | 作词   | 时长 |
| ---- | -------------- | ------ | ---- | ------ | ---- |
| A-01 | 心中的星       | 胡月   | 郭峰 | 郭峰   |      |
| A-02 | 还要等多久     | 郭峰   | 郭峰 | 郭峰   |      |
| A-03 | 奇迹           | 张强   | 郭峰 | 黄小茂 |      |
| A-04 | 让我再看你一眼 | 朱桦   | 郭峰 | 郭峰   |      |
| A-05 | 翔             | 蔡国庆 | 郭峰 | 郭峰   |      |
| B-01 | 脚下就是你的路 | 叶岚   | 郭峰 | 陈哲   |      |
| B-02 | 恋寻           | 韦唯   | 郭峰 | 郭峰   |      |
| B-03 | 哦 贝贝        | 郭峰   | 郭峰 | 郭峰   |      |
| B-04 | 云、风         | 郭峰   | 郭峰 | 郭峰   |      |

## 制作人员
- 作曲：郭峰
- 作词：郭峰、黄小茂、陈哲
- 演唱：胡月、郭峰、张强、朱桦、蔡国庆、叶岚、韦唯
- 配器、演奏：郭峰
- 策划：徐青 监制：丁桦
- 编辑：安天天、李荣华
- 录音：万小元、胡勇
- 设计：李永淳

## 获奖
- 1986年9月（专辑发行前），韦唯凭借演唱郭峰创作的《让我再看你一眼》，在中国中央电视台举办的第二届“全国青年歌手电视大奖赛”上，获专业组通俗唱法二等奖。[8][9][10]
- 1987年8月20日（专辑发行前），韦唯凭借演唱专辑中由郭峰作词、作曲的《心中的星》，获得波兰索波特国际音乐节（Sopot International Song Festival）演唱特别奖。[11][12][13]
- 1988年11月，韦唯凭借演唱专辑中由郭峰作词、作曲的《恋寻》，获得南斯拉夫麦撤姆国际音乐节比赛金奖。[6][7]